# Székhelyszolgálat
A törvény különbséget tesz a székhely és a központi ügyintézés helye között. A székhely a társaságnak az a helye, ahol az adminisztratív jellegű tevékenységek folynak, vagyis a bejegyzett iroda. Ezzel szemben a központi ügyintézés helyén történik a döntéshozatal, a cég irányítása, ügyvezetése. Ha a székhely elválik a központi ügyintézés helyétől, ezt a tényt a létesítő okiratban fel kell tüntetni.
Cégek és vállalatok nem működhetnek székhely nélkül. Azonban, ha a vállalkozónak nincsen elegendő tőkéje egy ingatlan megvásárlásához, vagy nem szeretné saját címére bejegyeztetni vállalkozása székhelyét, akkor felkeres egy székhelyszolgálatot/székhelyszolgáltatót, szerződést köt vele, és máris megvan vállalatának székhelye. A székhely ilyenkor a szolgálat ingatlanjának címére kerül. Ide érkeznek a levelek, és küldemények, valamint minden hivatali ügyintézés során ezt a címet használják majd.
A székhelyszolgáltatás az ide vonatkozó rendelet szerint magában foglalja az iratok átvételét is. 

## Székhely: a lakás
Ha a cég székhelye a családi fészek, akkor bírósági eljárás, fizetésképtelenség esetén a végrehajtó a lakásban fog kopogtatni. És mivel pénzbeli kötelezettségét nem tudja teljesíteni a vállalkozó, így a végrehajtó a lakásban lévő vagyontárgyakat is lefoglalhatja, sőt akár még az irodát is bezárhatja, ami ebben az esetben a lakás. Az pedig nem akadályozhatja meg ebben, ha az adós nem tartózkodik otthonában. Ez ellen igényperrel lehet élni a bíróságon.

## Székhely: székhelyszolgáltató iroda
A cég megbízási szerződéssel székhelyszolgáltató irodát is kijelölhet vállalkozása székhelyéül. A 7/2017. (VI. 1.) székhelyszolgáltatásról szóló IM rendelet leírja, hogy a szolgáltató milyen kritériumoknak kell hogy megfeleljen, és mik a kötelezettségei a megbízóval szemben. Többek között feltétel, hogy a székhelyszolgáltatónak saját irodával kell rendelkeznie, biztosítania kell a megbízó cégtáblájának kihelyezését, köteles átvenni a cég postai küldeményeit és ennek tényéről értesíteni. Magyarországon több tucat az IM rendeletnek megfelelő székhelyszolgáltató cég található.

## Székhely: ügyvédi iroda
2012. március 1-ig a magyar jogszabályok engedélyezték, hogy cégek székhelye ügyvédi iroda is lehessen. A rendelet meghatározta az iratok minimális körét: cégiratok, hatósági engedélyek, az adóhatóságnak teljesített adatbejelentések, valamint az éves beszámolók. Ezekről az ügyvéd iratjegyzéket vezetett. Az ügyvédnek a cég iratait az egyéb iratoktól elkülönítetten kellett kezelnie. Ennek módja: külön helyiségben, vagy zárható szekrényben történő tárolás. Amennyiben a hatóság a cég székhelyén – az irodában – eljárást folytatott, azt az ügyvéd nem akadályozhatta, de köteles volt erről haladéktalanul értesíteni a megbízóját. A cégek többsége nem választotta ezt a lehetőséget, mivel attól tartott, hogy az ügyvéd magához láncolja, kevesebb döntési szabadságot hagy neki, de az ügyvédnek is több papírmunkát jelentett. Az ügyvédi székhelyszolgálat lehetősége azóta megszűnt.
Több külföldi országban (különösen az ún. adóparadicsomokban) az ügyvédi irodák ma is nyújtanak székhelyszolgáltatást.

## Kapcsolódó rendelkezések
'A székhely, telephely, fióktelep'
7. § (1) A cég székhelye a cég bejegyzett irodája. A bejegyzett iroda a cég levelezési címe, az a hely, ahol a cég üzleti és hivatalos iratainak átvétele, érkeztetése, őrzése, rendelkezésre tartása, valamint ahol a külön jogszabályban meghatározott, a székhellyel összefüggő kötelezettségek teljesítése történik. A cégnek a székhelyét cégtáblával kell megjelölnie. A cég létesítő okirata úgy is rendelkezhet, hogy a cég székhelye egyben a központi ügyintézés (döntéshozatal) helye. Amennyiben a cég székhelye nem azonos a központi ügyintézés helyével, a központi ügyintézés helyét a létesítő okiratában és a cégjegyzékben fel kell tüntetni. A cégeljárás szempontjából székhelynek minősül a külföldi vállalkozás magyarországi fióktelepe, a külföldiek közvetlen kereskedelmi képviselete, valamint az európai gazdasági egyesülés telephelye is.
(2) A cég telephelye a tevékenység gyakorlásának a cég társasági szerződésében, alapító okiratában, alapszabályában (a továbbiakban együtt: létesítő okiratában) foglalt olyan tartós, önállósult üzleti (üzemi) letelepedéssel járó helye, amely a cég székhelyétől eltérő helyen található, a cég fióktelepe pedig olyan telephely, amely más településen - magyar cég külföldön lévő fióktelepe esetén más országban - van, mint a cég székhelye. Ez a szabály irányadó a külföldi vállalkozás magyarországi fióktelepe, illetve a külföldiek közvetlen kereskedelmi képviselete esetében is.
(3) Magyar cég külföldön lévő fióktelepének a cégjegyzékbe történő bejegyzéséhez a cégnek a külföldi cégkivonattal, illetve más okirattal, valamint ezeknek magyar nyelvű hiteles fordításával kell igazolnia, hogy a fióktelepet a fióktelep helye szerinti államban nyilvántartásba vették.
(4) Cég székhelye, telephelye és fióktelepe olyan ingatlan lehet, amely a cég tulajdonát képezi, vagy amelynek használatára a cég jogosult.
7/A. § A cég székhelyeként a cégjegyzékbe annak az ügyvédnek (ügyvédi irodának) a székhelye is bejegyezhető, amely - a külön jogszabályban foglaltak szerint - a cég megbízásából gondoskodik a cég üzleti és hivatalos iratainak átvételéről, érkeztetéséről, megőrzéséről, rendelkezésre tartásáról, valamint a külön jogszabályban meghatározott, a székhellyel összefüggő kötelezettségek teljesítéséről, így különösen a cég székhelyéhez és a cégiratokhoz kapcsolódó hatósági kényszerintézkedések tűréséről (székhely szolgáltatás).
7/B. § Az e törvény szerint a cégnyilvántartásba bejegyzett cég az Európai Unió más tagállamában is jogosult tevékenysége elsődleges folytatására, illetőleg tevékenysége gyakorlása elsődleges helyét az Európai Unió más tagállamába is áthelyezheti. A cég ez irányú döntése - külön törvény eltérő rendelkezése hiányában - nem igényli a székhelyére vonatkozó cégbejegyzés módosítását.

## Hatósági ellenőrzés
Amennyiben a cégvezető nem tartózkodik a székhelyen (nem saját ingatlan vagy iroda), legalább a következőknek kell rendben lennie egy hivatali ellenőrzés során:
- a székhelyen legyen egy szerződés, hogy a cégvezető milyen jogcímen (pl. ingatlan bérlés*bérbeadás) jelentette be a címet a cég székhelyeként
- másolat a társasági szerződésről és cégbejegyzési végzésről
- dokumentáció, hogy a székhelyen a hivatali leveleket átveszik, majd továbbítják a cégvezetőnek (ajánlott)
- cégtábla az épület közterületről jól látható homlokzatán. Ide vonatkozó szabály, hogy nem felel meg a cégtáblával megjelölt székhely jogszabályi követelményének, ha a székhelyet sérülékeny, bárki által könnyen eltávolítható, a természeti erőbehatásoktól gyorsan károsodó, kerítésre feltűzött papírlappal jelzik.
- a székhelyen legyen megjelölve a cégvezető címe, telefonszáma, hogy amennyiben szükséges, a hivatali szerv képviselői felvehessék vele a kapcsolatot
- a székhelyen legyen megjelölve a cég iratőrzési címe